# Chloroclystis rufipellis
Chloroclystis rufipellis là một loài bướm đêm trong họ Geometridae.